# Траунройт
Траунройт (нем. Traunreut) — город в Германии, в земле Бавария. 
Подчинён административному округу Верхняя Бавария. Входит в состав района Траунштайн.  Население составляет 20 658 человек (на 31 декабря 2010 года). Занимает площадь 45,05 км². Официальный код — 09 1 89 154.

## Экономика, промышленность и инфраструктура
Heidenhain — производство датчиков перемещений, систем ЧПУ, двигателей.